# Chioneosoma kizilkumense
Chioneosoma kizilkumense är en skalbaggsart som beskrevs av Semenov 1895. Chioneosoma kizilkumense ingår i släktet Chioneosoma och familjen Melolonthidae. Inga underarter finns listade i Catalogue of Life.